# Botkyrka (đô thị)
Đô thị Botkyrka (tiếng Thụy Điển: Botkyrka kommun) là một đô thị ở hạt Stockholm của Thụy Điển. Thủ phủ là thị xã Botkyrka. Dân số thời điểm 31 tháng 12 năm 2000 là 73097 người.